# ルーカス・ロートプッラー
ルーカス・ロートプッラー（Lukas Rotpuller、1991年3月31日 - ）はオーストリア・アイゼンシュタット出身のサッカー選手。ポジションはディフェンダー・センターバック。

## 経歴
14歳の頃にオーストリア・ブンデスリーガに属する名門FKアウストリア・ウィーンの育成部門へ移籍。18歳から当時エアステリーガ（オーストリア2部）に属した同クラブのセカンドチームでプレーする。
当時の育成部門でのチームメートにはダヴィド・アラバ（FCバイエルン・ミュンヘン）やアレクサンダル・ドラゴヴィッチ（バイエル・レバークーゼン）、ハインツ・リンドナー（アイントラハト・フランクフルト）らがいた。
リーグ屈指の強豪の一つであるFKアウストリア・ウィーンのトップチームでの試合出場はこの時点ではまだ厳しく、試合経験を積ませるために20歳で同じくオーストリア・ブンデスリーガに属するSVリートにレンタルされた。
1年後にはFKアウストリア・ウィーンにレンタルバックされ、21歳で同クラブのトップチームでのデビュー。初シーズンにペーター・シュテーガー監督（現1.FCケルン監督）の下でリーグ優勝を果たす。
チーム事情によっては右サイドバックやボランチとして出場したものの、基本不動のセンターバックとして2013-14年シーズン以降主力に定着。UEFAチャンピオンズリーグ予選やUEFAヨーロッパリーグ本大会にも出場した。

## プレースタイル
空中戦や1対1に強く、強靭で怪我に強い身体を持つことでも知られており、所属先のFKアウストリア・ウィーンでは2013年に1週間程怪我で休んだ以外は一度も怪我でリタイアしたことが無い。

## 所属クラブ
- FKアウストリア・ウィーンII 2009-2011
- →  SVリート 2011-12 （レンタル移籍）
- FKアウストリア・ウィーン 2012-2017
- レアル・バリャドリード 2018-

## タイトル

### クラブ
FKアウストリア・ウィーン
- オーストリア・ブンデスリーガ 優勝（1回）： 2012-13
- オーストリア・ブンデスリーガ 準優勝（1回）： 2016-17
- オーストリア・カップ 準優勝（2回）： 2012-13、2014-15

## 代表歴
U20までの各カテゴリーでは招集され2011 FIFA U-20ワールドカップ等にも出場したが、A代表では同じセンターバックのポジションにアレクサンダル・ドラゴヴィッチ（バイエル・レバークーゼン）やシュテファン・イルザンカー（RBライプツィヒ）、セバスティアン・プリョードル（ワトフォードFC）、ケヴィン・ヴィマー（トッテナム・ホットスパーFC）らがいるため、2017年5月現在A代表には招集されていない。